# Anglophilie

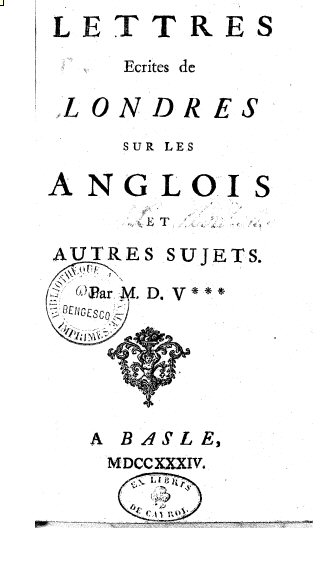
Voltaire:
„Lettres philosophiques“, Basel 1734

Anglophilie (von lateinisch Anglus ‚englisch‘ und altgriechisch φιλία philía, deutsch ‚Freundschaft‘, ‚Liebe‘, ‚Zuneigung‘) bezeichnet die Vorliebe für Englisches. Die Übersteigerungsform ist die Anglomanie. Abneigung gegenüber Englischem wird als Anglophobie bezeichnet.
Einer der Väter der kontinentalen Anglophilie war der Franzose Voltaire, der in seinen „Lettres philosophiques“ (auch bekannt als „Lettres anglaises“) 1733/1734 das hohe Lied der englischen Freiheit anstimmte, um damit ein positives Gegenbild zu den Zuständen in Kontinentaleuropa zu entwerfen (vgl. Voltaire in England).
Die Anglophilie in Deutschland ist eine Bewegung, die in der Literatur wurzelte und in die Politik übergegangen ist. Vorreiter waren Gotthold Ephraim Lessing mit seinem Stück Miss Sara Sampson (1755) sowie Christoph Martin Wieland und Johann Wolfgang Goethe mit ihrer Verehrung von Shakespeare. Die deutsche Anglophilie des 19. Jahrhunderts, so bei Gustav Freytag und Theodor Fontane, beruhte besonders auf der Bewunderung für Walter Scott sowie für Queen Victoria und ihren deutschen Prinzgemahl, Albert von Sachsen-Coburg und Gotha. Thomas Mann vertraute seinem Tagebuch von 1948 den Wunsch an: „Wäre ich nur in die angelsächsische Kultur hineingeboren!“ Anglophilie und Germanophilie, die Liebe zu allem Deutschen, fungierten teilweise spiegelbildlich. Der deutschen Anglophilie folgte die englische Rezeption deutscher Klassiker und Romantiker und im Anschluss daran wiederum die Rezeption englischer germanophiler Schriftsteller in Deutschland.
Bekannt für ihre Anglophilie sind die Hanseaten (vgl. ausführlich Anglophilie der Hanseaten), die darüber hinaus dem englischen Lebensstil nacheiferten. Unter dem Eindruck seiner Anglophilie wird Hamburg noch heute als „die allerenglischste Stadt des Kontinents“ apostrophiert.